# کوتسنبول
کوتسنبول (به آلمانی: Kotzenbüll) یک شهر در آلمان است که در نوردفرایسلند واقع شده‌است.
 کوتسنبول  ۲۲۹ نفر جمعیت دارد.